# Plasmazelle

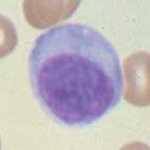
Plasmazelle

Plasmazellen sind Zellen des Immunsystems und dienen der Produktion und Sekretion von Antikörpern. Sie sind  Effektorzellen – ausdifferenzierte Lymphozyten mit spezifischen Aufgaben im Rahmen der Immunantwort – und entsprechen dem letzten Stadium der Differenzierung der B-Zellreihe. Sie erscheinen im Lichtmikroskop als große ovale Zellen mit exzentrisch gelegenem Zellkern. Vom zentralen Kernkörperchen zieht das Euchromatin strahlförmig zu den Kernporen, wodurch der Zellkern an ein Wagenrad erinnert („Radkern“ oder „Radspeichenkern“). Die Bedeutung der Plasmazellen für die Bildung von Antikörpern wurde 1948 durch die schwedische Immunologin Astrid Fagraeus im Rahmen ihrer Doktorarbeit beschrieben.

## Eigenschaften

Differenzierung der B-Zelle in eine Plasmazelle

Die meisten Plasmazellen leben einige Tage oder Wochen, einige wesentlich länger. Durch Antigenkontakt werden B-Zellen aktiviert und differenzieren über das Stadium der sogenannten Plasmablasten zu Plasmazellen. Während Plasmablasten noch teilungsfähig sind, und auch Antikörper sezernieren, teilen terminal differenzierte Plasmazellen sich nicht mehr.

## Aktivierung
Wenn Antigen-präsentierende B-Zellen in der T-Zell-Zone der Lymphknoten – in dieser auch als Paracortex bezeichneten Übergangszone zwischen Rinde und Mark der Lymphknoten findet die Vermehrung der T-Lymphozyten statt – auf spezifische T-Helferzellen stoßen, die das präsentierte Antigen erkennen, werden sie aktiviert. Daraufhin bilden sie einen primären Fokus und differenzieren zu Antikörper-produzierenden Plasmazellen. Einige der B-Zellen, die auf diese Weise durch T-Zell-Hilfe aktiviert wurden, wandern in Primäre Lymphfollikel und bilden ein so genanntes Keimzentrum.
B-Zellen, die durch T-Zell-unabhängige Antigene aktiviert wurden, bleibt die Keimzentrumsbildung dagegen verwehrt. Es kommt bei diesen T-Zell-unabhängig aktivierten B-Zellen nicht zur Affinitätsreifung, auch der Isotypenwechsel wird nicht vollzogen. Die produzierten Antikörper sind immer vom IgM-Typ. Es kommt nicht zur Gedächtnisbildung.
Im Keimzentrum machen die B-Zellen eine Affinitätsreifung und den Isotypenwechsel durch, um als Plasmazelle hochaffine Antikörper verschiedener Immunglobulin-Klassen zu produzieren.  Ein Teil der B-Zellen entwickelt sich nicht zu Plasmazellen, sondern zu Gedächtnis-B-Zellen. Die Gedächtniszellen wiederum vermitteln das immunologische Gedächtnis für dieses Antigen. Die Bildung solcher Gedächtniszellen ist beispielsweise die notwendige Voraussetzung für eine erfolgreiche Impfung. Gedächtniszellen können bei erneutem Zusammentreffen mit dem Antigen schneller aktiviert werden und zu Plasmazellen differenzieren, was zu einer beschleunigten und stärkeren zweiten Immunantwort führt. Außerdem sind sie durch ihre Mutationen im membrangebundenen Antikörper bereits sehr affin für das Antigen. Neben den Gedächtniszellen bilden sich im Keimzentrum auch Plasmazellen mit hochaffinen Antikörpern verschiedener Klassen. Diese wandern zum großen Teil in das Knochenmark, wo sie für lange Zeit von den Stromazellen des Knochenmarks Überlebenssignale erhalten und Antikörper sezernieren können. Die Reifung der Plasmazellen kann mit Atacicept gehemmt werden.
Plasmazellen lassen sich beim Menschen durch die Expression von Oberflächenmarkern wie CD19, CD38 und CD138 sowie TACI charakterisieren. Früher wurde angenommen, dass die Expression von CD19 nach Wanderung ins Knochenmark verlorengeht, jedoch stammen diese Hinweise aus Versuchen mit Plasmozytomen, also Krebs-Plasmazellen. Neuere Untersuchungen weisen jedoch auf eine CD19-Expression auch auf terminal differenzierten Plasmazellen hin.
Plasmazellen besitzen sehr viel Cytoplasma und viele Schichten des Endoplasmatischen Retikulums, um große Antikörpermengen synthetisieren zu können. Sie exprimieren kein MHC-II mehr und können den T-Helferzellen somit kein Signal mehr präsentieren. Oberflächen-Immunglobuline werden noch in geringen Mengen exprimiert. Atypische Plasmazellen mit einer Vielzahl eosinophiler Einschlüsse (Russell-Körperchen) im Zellplasma werden Mott-Zellen genannt.